# Fiat 125
Fiat 125 byl velký rodinný vůz vyráběný italskou firmou Fiat. Podvozek je založen na modelu 1500, tělo bylo založeno na Fiatu 124, z kterého byl převzat i motor, ale s již lepším rozvodem OHC. Výroba začala v roce 1967. Verze S (special), která se vyráběla od roku 1968, měla několik vylepšení např. na svou dobu nezvyklou pětistupňovou převodovku. Roku 1968 byl na 2. místě v soutěži evropské auto roku. V roce 1970 proběhl facelift. Byl lépe upraven styling a některé detaily, bylo možné zakoupit toto auto s třístupňovou automatickou převodovkou. V roce 1972 výroba skončila, v Argentině se vyráběl až do roku 1982 a v Egyptě do roku 1983. V Polsku se do roku 1991 vyráběl Polski Fiat 125p, který byl ovšem kombinací Fiatu 125 a mechanických prvků (motory, převodovky, rozvodovky, zavěšení) z Fiatu 1300/1500. V SSSR jeho vzhled přebral model VAZ 2103/2106, který ale vycházel z menšího modelu Fiat 124.

## Fotogalerie

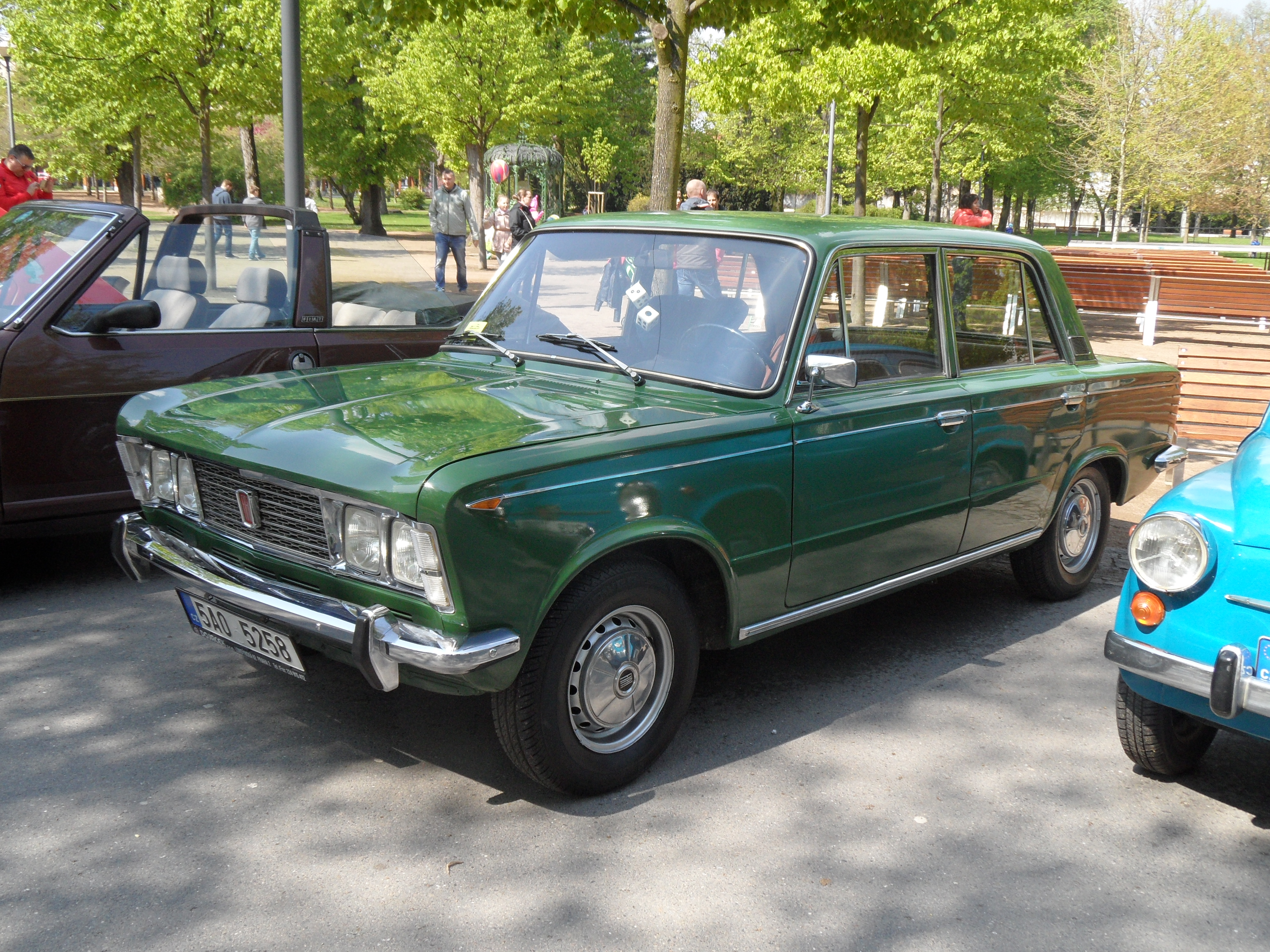
Fiat 125 na srazu v Poděbradech
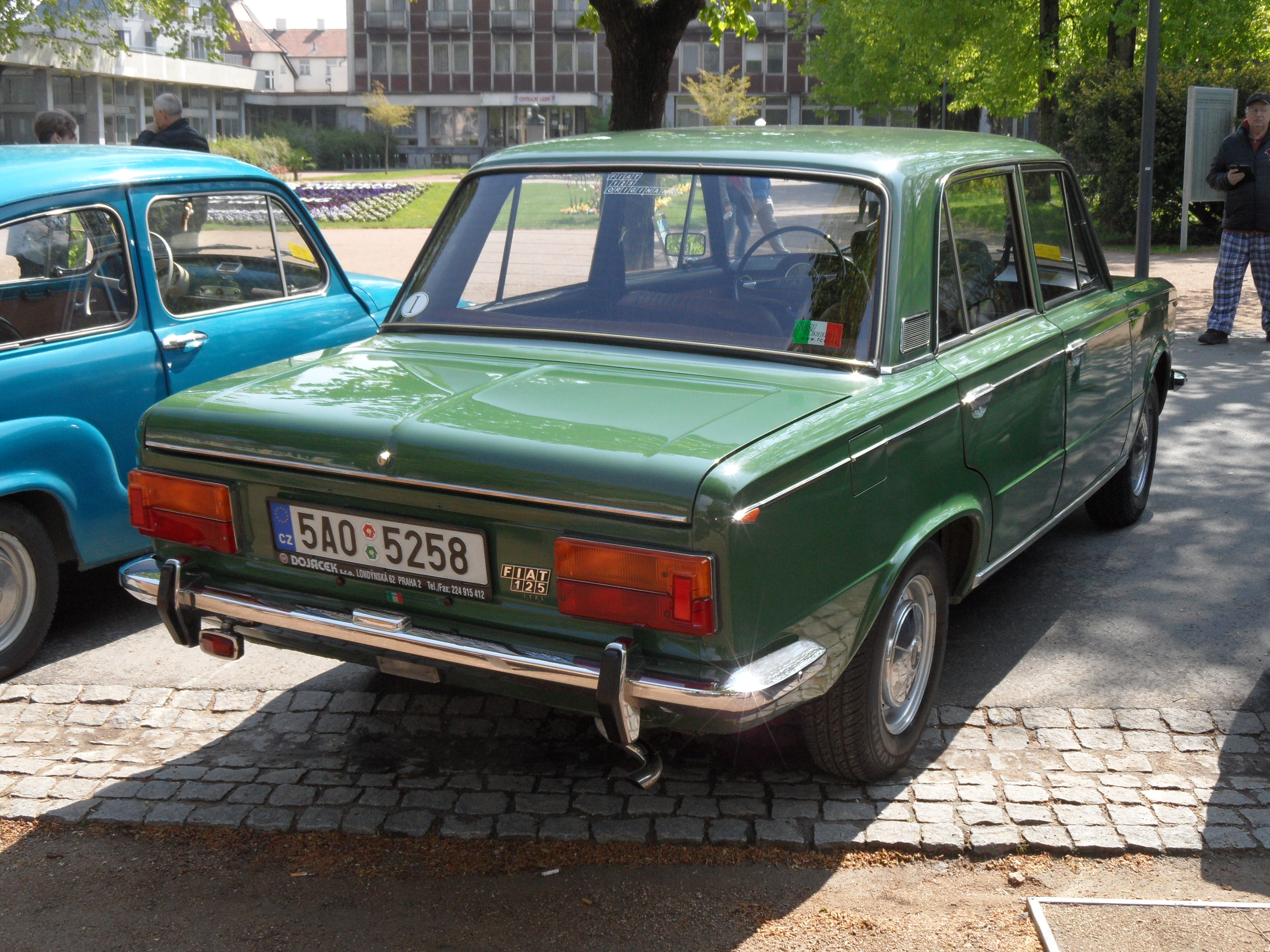
Fiat 125 na srazu v Poděbradech
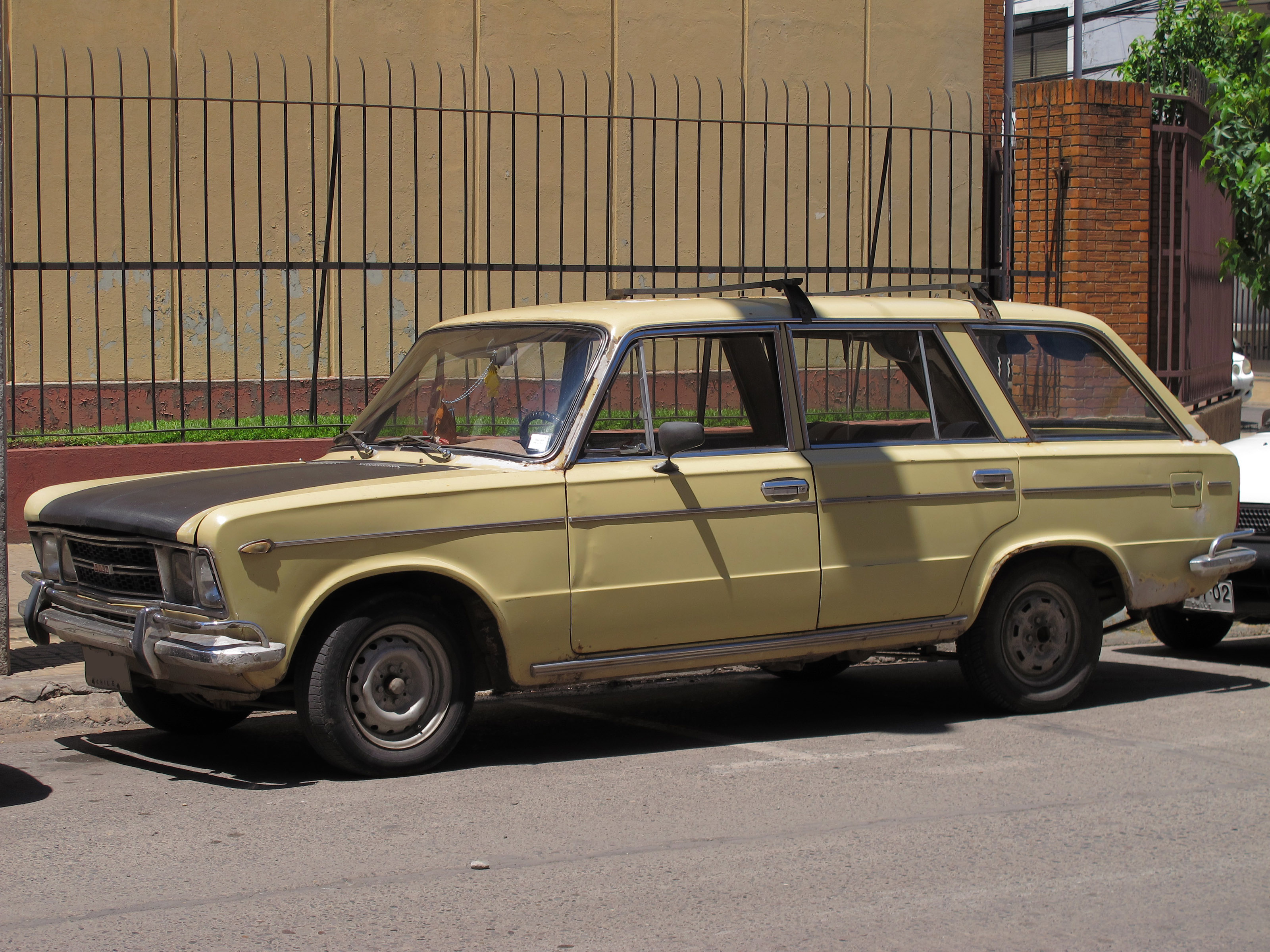
Fiat 125 Kombi (1600 Familiar, 1977)
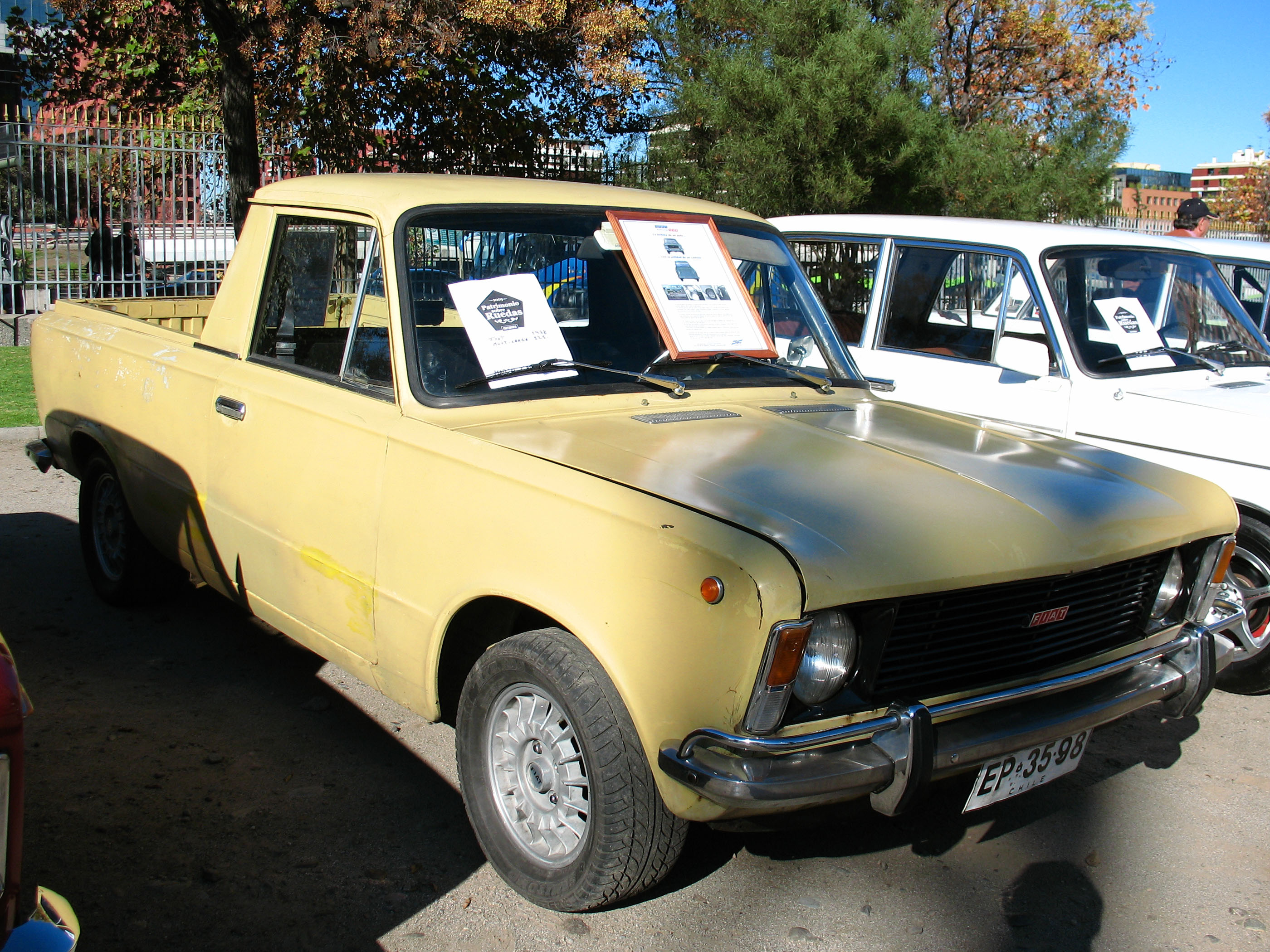
Fiat 125 pick-up (Multicarga, 1978)